# Juan Francia
Juan Francia (20 marzo 1897 – 2 ottobre 1962) è stato un calciatore argentino, di ruolo attaccante.

## Caratteristiche tecniche
Giocava come ala sinistra. Il suo stile di gioco si basava sulle varie abilità che aveva: era capace di effettuare cross precisi per i compagni meglio posizionati in area di rigore ed era rapido nel muoversi palla al piede; allo stesso modo era efficace nel finalizzare grazie alla precisione dei suoi tiri, prevalentemente diagonali.

## Carriera

### Club
Dopo aver militato, nel 1917, nel Gimnasia y Esgrima, Francia esordì nel Newell's Old Boys nel corso dell'edizione 1918 della Copa Intendente Nicasio Vila: la sua prima annata nel club lo vide giocare 17 incontri e realizzare 7 gol. La stagione seguente migliorò la propria media, andando a segno 7 volte in partite; passò poi al Tiro Federal, con cui giocò altre due anni nella massima serie rosarina. Nel 1922-1923 figurava nella rosa del Rosario Central, con cui vinse la Copa Vila (1923). Fece ritorno al Newell's Old Boys nel 1925, presenziando 8 volte in Copa Vila e marcando 3 gol. Nel 1926 giocò 10 gare, e realizzò 4 reti; nel 1927 ebbe una minor media, 3 gol in 12 partite; nel 1928 assommò 6 presenze con 3 segnature, e l'ultima stagione col club, quella del 1929, lo vide scendere in campo 2 volte. Tornò poi al Rosario Central, dove, in coppia col Paraguaiano Gerardo Rivas, ritrovò una buona forma fisica e vinse la Copa Vila nel 1930. Giocò l'ultima gara in massima serie rosarina col Provincial nel 1931. Morì nel 1962.

### Nazionale
Francia esordì in Nazionale il 5 agosto 1918 a Buenos Aires contro l'Uruguay, giocando l'edizione annuale della Copa Gran Premio de Honor Argentino. Giocò poi la Copa Gran Premio de Honor Uruguayo il 18 luglio dell'anno successivo a Montevideo, sempre contro l'Uruguay. Nel 1922 fu convocato per il Campeonato Sudamericano: in tale competizione esordì il 28 settembre contro il Cile a Rio de Janeiro, e segnò una doppietta. Giocò anche contro Uruguay (8 ottobre, Brasile (15 ottobre) e Paraguay (18 ottobre, realizzò altri due gol), sempre da ala sinistra titolare. Nel 1922 giocò altre due gare: contro il Brasile il 22 ottobre (Copa Roca) e contro l'Uruguay il 17 dicembre (Copa Newton).

## Statistiche

### Cronologia presenze e reti in Nazionale
| Cronologia completa delle presenze e delle reti in nazionale ― Argentina | Cronologia completa delle presenze e delle reti in nazionale ― Argentina | Cronologia completa delle presenze e delle reti in nazionale ― Argentina | Cronologia completa delle presenze e delle reti in nazionale ― Argentina | Cronologia completa delle presenze e delle reti in nazionale ― Argentina | Cronologia completa delle presenze e delle reti in nazionale ― Argentina | Cronologia completa delle presenze e delle reti in nazionale ― Argentina | Cronologia completa delle presenze e delle reti in nazionale ― Argentina |
| Data                                                                     | Città                                                                    | In casa                                                                  | Risultato                                                                | Ospiti                                                                   | Competizione                                                             | Reti                                                                     | Note                                                                     |
| ------------------------------------------------------------------------ | ------------------------------------------------------------------------ | ------------------------------------------------------------------------ | ------------------------------------------------------------------------ | ------------------------------------------------------------------------ | ------------------------------------------------------------------------ | ------------------------------------------------------------------------ | ------------------------------------------------------------------------ |
| 15-8-1918                                                                | Buenos Aires                                                             | Argentina                                                                | 0 – 0                                                                    | Uruguay                                                                  | Copa Gran Premio de Honor Argentino                                      | 0                                                                        |                                                                          |
| 18-7-1919                                                                | Montevideo                                                               | Uruguay                                                                  | 1 – 4                                                                    | Argentina                                                                | Copa Gran Premio de Honor Uruguayo                                       | 0                                                                        |                                                                          |
| 28-9-1922                                                                | Rio de Janeiro                                                           | Argentina                                                                | 4 – 0                                                                    | Cile                                                                     | Campeonato Sudamericano de Football                                      | 2                                                                        |                                                                          |
| 8-10-1922                                                                | Rio de Janeiro                                                           | Argentina                                                                | 0 – 1                                                                    | Uruguay                                                                  | Campeonato Sudamericano de Football                                      | 0                                                                        |                                                                          |
| 15-10-1922                                                               | Rio de Janeiro                                                           | Brasile                                                                  | 2 – 0                                                                    | Argentina                                                                | Campeonato Sudamericano de Football                                      | 0                                                                        |                                                                          |
| 18-10-1922                                                               | Rio de Janeiro                                                           | Argentina                                                                | 2 – 0                                                                    | Paraguay                                                                 | Campeonato Sudamericano de Football                                      | 2                                                                        |                                                                          |
| 22-10-1922                                                               | Rio de Janeiro                                                           | Brasile                                                                  | 1 – 2                                                                    | Argentina                                                                | Copa Roca                                                                | 1                                                                        |                                                                          |
| 10-12-1922                                                               | Montevideo                                                               | Uruguay                                                                  | 2 – 2                                                                    | Argentina                                                                | Copa Newton                                                              | 1                                                                        |                                                                          |
| Totale                                                                   |                                                                          | Presenze                                                                 | 8                                                                        |                                                                          | Reti                                                                     | 6                                                                        |                                                                          |

## Palmarès

### Club

#### Competizioni nazionali
- Copa Nicasio Vila: 5

Newell's: 1918, 1929
Tiro Federal: 1920
Rosario Central: 1923, 1930

### Individuale
- Capocannoniere del Campeonato Sudamericano de Football: 1

Brasile 1922 (4 gol)